# Roy Andersson (fotbollsspelare)
Bror Roy Andersson, född 2 augusti 1949 i Kirseberg, är en svensk före detta fotbollsspelare (mittback) som började spela i Kirsebergs IF men därefter spelade hela karriären i Malmö FF. Därutöver spelade han 20 matcher med det svenska landslaget och deltog i VM 1978. Andersson fick Guldbollen 1977 och var en del av det Malmö FF som fick Bragdguldet 1979.

## Biografi
Andersson växte upp på Solgatan i Malmö och bredvid fotbollen tränade han brottning. Han debuterade i Malmö FF 1967 dit han värvades från Kirseberg för 5000 kronor. 1973 togs Andersson ut på ett landslagsläger men fick inte chansen i landslaget förrän 1974 då han spelade sin första landskamp. Under en period tackade han nej till landslagsspel då han prioriterade familjen. Under sin aktiva karriär arbetade han heltid på Skanska.
1977 återkom han i landslaget och tilldelades Guldbollen 1977. I motiveringen hette det att han fick priset för "sina avgörande insatser i såväl klubb- som landslag". Han togs ut i VM-truppen 1978 och spelade alla tre matcher Sverige spelade.
1979 tog sig Malmö FF till final i Europacupen men Andersson kunde inte spela på grund av en knäskada. Finalen vanns av Nottingham Forest. Efter 14 månaders skadefrånvaro återkom Anderson i MFF där han spelade fram till 1983 för att sedan varva ner i Höllviken.
Två av Roy Anderssons söner, Patrik Andersson och Daniel Andersson, har bägge varit professionellt aktiva som fotbollsspelare. Patrik Andersson fick Guldbollen två gånger.